# Fáinne geal an lae

Fáinne geal an lae ou Fáineadh geal an lae (« Le point du jour ») est un vieux chant traditionnel irlandais, souvent traduit en anglais sous le nom de The Dawning of the Day, dont l'air a été repris pour On Raglan Road, la mise en musique d'un poème de Pádraig Caomhánach (anglais : Patrick Kavanagh).
En irlandais, l'expression fáinne geal an lae désigne l'aurore et signifie littéralement  « l'anneau blanc du jour ». 
Une version des paroles de ce chant a été publiée en irlandais avec une traduction anglaise en 1847, par Edward Walsh, dans son recueil intitulé Irish Popular Songs. 
L'air de Fáineadh geal an lae est souvent joué comme une marche. De même qu'Oró Sé do Bheatha 'Bhaile, sa simplicité fait qu'il est souvent l'un des premiers morceaux que les débutants de flûte irlandaise apprennent.
Les paroles de Fáineadh geal an lae racontent la rencontre du narrateur, à l'aurore, avec une jeune fille resplendissante. 

## Genre et structure
Les paroles de Fáinne geal an lae sont une aisling (« rêve allégorique »), un poème dont le sujet est la rencontre du narrateur avec une allégorie de l'Irlande. L'aisling est un genre poétique, comparable à la reverdie française, hérité de la littérature antique et redevenu très en vogue vers la fin du XVIIe siècle dans la littérature gaélique irlandaise,.   
Pour les bardes gaels, l'allégorie était « le véhicule idéal de transmission du sentiment national irlandais dans la chanson, du moins depuis l'époque d'Élisabeth Ire ».   
Étant donné que ce chant est issu de la tradition orale des bardes, il est difficile de déterminer qui en est l'auteur originel. De fait, les vers ont pu varier sensiblement, avant qu'ils ne soient retranscrits pour la première fois, ce qui explique probablement pourquoi les huitains sont hétérométriques.   
Fáinne geal an lae est composé de trois huitains dont la chute est redondante et donne son titre au poème : « Le fáineadh geal an lae » (« Avec le point du jour »).   
Le premier huitain plante le décor de la rencontre près du port de Loch Lèin (probablement à Killarney, car Loch Léin est le nom irlandais de Lough Leane), à l'aurore, au début de l'été.    
Le deuxième huitain décrit la jeune fille : elle ne porte pas de vêtement, mais ses cheveux d'or blanc coulent sur son corps jusqu'au sol. Elle porte un seau à lait et dans la brume, sa beauté surpasse celle de Vénus.    
Le troisième huitain décrit l'action, la rencontre proprement dite : la jeune fille s'assoit un instant près du narrateur. Il tente de la retenir, mais elle s'enfuit.

## Versions écrites

### Irish Popular Songs
La version retranscrite par Edward Walsh est souvent considérée comme la première version écrite.
Maidin mhoch do ghabhas amach

Air bhruach Locha Léin,

An samhradh ag teachd, ’s an chraobh re n’ ais,

‘Gus lonnradh teith ó’ n n-gréin,

Air taisdiol dham tre bhailte-poirt,

‘Gus bántadh míne, réidh,

Cia gheabhain le’m ais ach cailion dheas,

Le Fáineadh geal an lae.

Ní raibh stocaidh na bróg, cóip, ná clóca,

Air mo stór ó’ n spéir,

Acht folt fionn órdha síos go troigh

Ag fás go bárr an fhéir;

Bhidh chalán crúidhte aice ’na glaic,

’S air dhriúcht ba dheas a sgéimh,

Thug barr-ghean ó bhenus dheas,

Le fáineadh geal an lae!

Suid an bhrighdeach síos le’m ais

Air bhinnse glar do’n bh-feur

A magadh léi bhíor dá mhuidheamh go pras

Mar mnaoi nach sgarfain léi

A dubhairt sí liom na bris mo chliú

Sgaoil mé air riubhal, a réic,

Sin iad a n-deas na soillse ag teachd

le fáineadh geal an lae!
— Edward Walsh, Irish Popular Songs, page 44-46

### Singing from memory
Fáinne geal an lae est le 14e titre de Singing from Memory, un album des frères Casaidigh (anglais : the Cassidys) sorti en 1998. L'album est une collection de chants traditionnels irlandais (les Casaidigh sont de Donegal et leur langue maternelle est l'irlandais), interprétés sur des arrangements musicaux modernes (guitares électriques, batterie, claviers…).

### The Poet & the Piper
Fáinne geal an lae est le 22e titre de l'album The Poet & the Piper. C'est un album studio enregistré en 2003 (sorti la même année), par le poète Seamus Heaney et le joueur d'uilleann pipe Liam O'Flynn. Il ne comporte pas de chants, mais un mélange de poèmes récités et d'airs joués. 

## On Raglan Road
Le 3 octobre 1946, le poète irlandais Pádraig Caomhánach (anglais : Patrick Kavanagh), publie, dans le journal The Irish Press, un poème intitulé Dark Haired Miriam Ran Away.
Fáinne geal an lae et Dark Haired Miriam Ran Away présentent des similitudes, en particulier le thème : le narrateur rencontre l'apparition fugitive d'une jeune fille, qu'il associe à l'aurore. 
On Raglan Road serait né de la rencontre du poète avec le chanteur des Dubliners, Luke Kelly, dans le pub The Bailey, à Dublin, mais Il est très probable qu'en composant le poème, Patrick Kavanagh pensait déjà récupérer l'air du chant traditionnel irlandais : en 1974, dans une interview sur RTE, l'écrivain Benedict Kiely racontait qu'un jour, dans les bureaux du journal The Standard, Patrick Kavanagh lui avait montré les paroles de On Raglan Road et l'avait testé sur l'air de Fáinne geal an lae («The Dawning of the Day»).
On Raglan Road est sorti en single le 5 octobre 1986. Il est devenu plus célèbre que Fáinne geal an lae. Même si les Dubliners ont aussi chanté le second, c'est de l'interprétation que Luke Kelly a fait du premier que le grand public se souvient généralement. 